# Іверський монастир (Донецьк)
На честь Іверської ікони Божої Матері жіночий монастир РПЦвУ — жіночий монастир РПЦвУ. Названий на честь Іверської ікони Божої Матері.

## Розташування

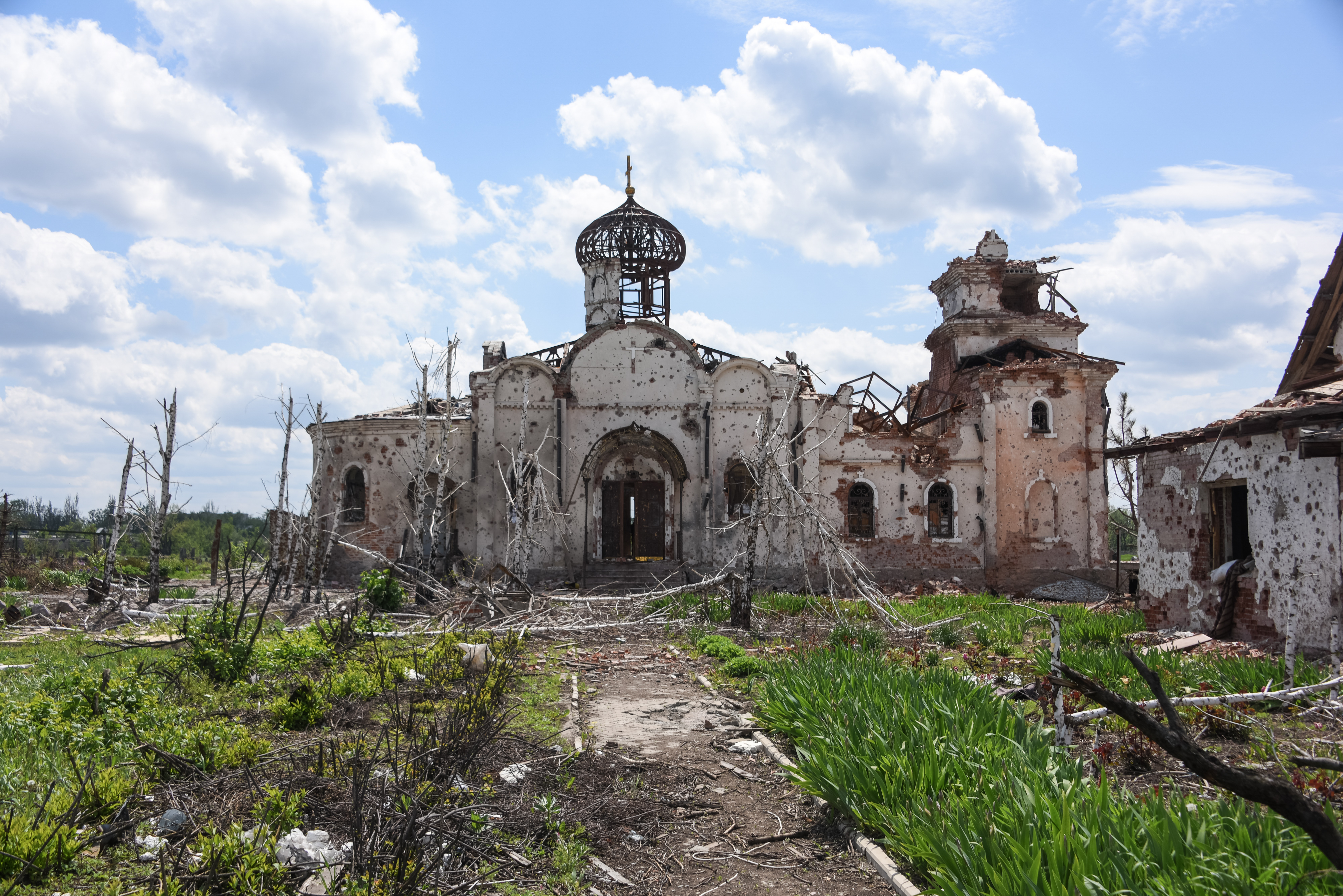
Залишки Свято-Іверської церкви після військових дій в зоні аеропорту Донецька

Знаходиться на півночі Київського району Донецька недалеко від донецького аеропорту.

## Історія

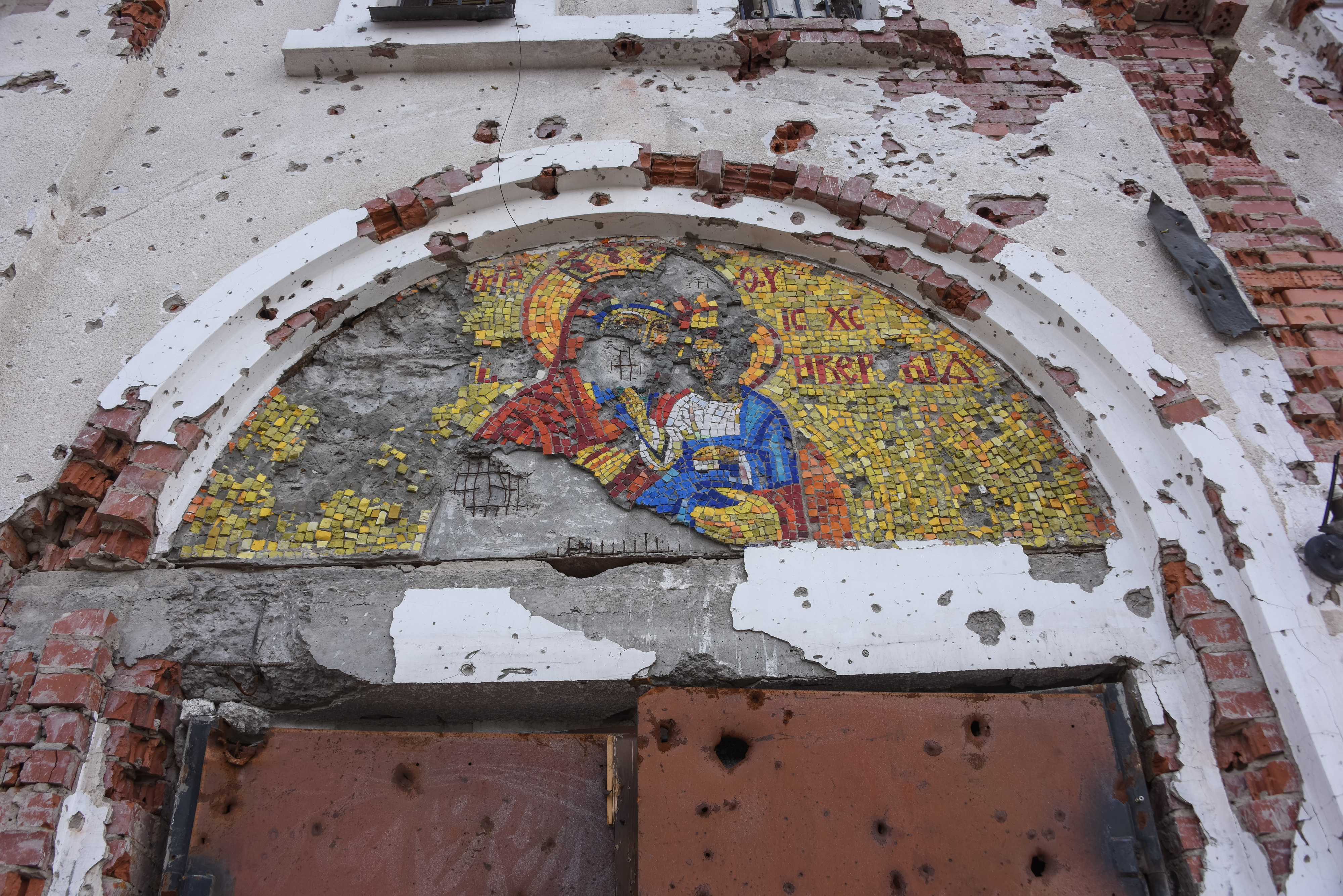

У квітні 1997 року Правлячий архієрей Донецької єпархії УПЦ МП Іларіон (Шукало) заклав перший камінь у фундамент церкви, який пізніше став головним місцем молитви насельниць і парафіян жіночого монастиря.
Монастир був відкритий у грудні 2001 року при цвинтарі церкви на честь Іверської ікони Божої Матері як подвір'я Свято-Никольського жіночого монастиря.
У грудні 2002 монастир отримав самостійний статус рішенням синоду РПЦвУ.
В монастирі знаходиться список Іверської ікони Божої Матері, який був написаний на горі Афон, монахом Яннісом з монастиря святого Пантелеймона. Цей список привезли до Донецька в 1999 році. До цього ікона протягом півроку пересувалась хресною ходою різними церквами.
Монастир складається з Свято-Іверської церкви з дзвіницею, сестринського корпусу та господарських приміщень. Також в монастирі є фруктовий сад і ягідник, частина рослин з якого була пожертвувана Донецьким ботанічним садом.
У ході військових дій на сході України, зокрема через безпосередню близькість до аеропорту «Донецьк», за який точилися бої проти російських терористів, із травня 2014 до січня 2015 року, монастир було серйозно пошкоджено.

## Публікації
- Олександра Хайруліна «До історії Іверського монастиря», «Донбас православний» № 3 / березень 2006